# Martin Porwoll
Martin Porwoll (* 25. August 1971 in Bottrop) ist ein deutscher Whistleblower.

## Leben
Bekannt wurde der Volkswirt Porwoll durch die Beweismittelbeschaffung über den illegalen Umgang mit Zytostatika (Anti-Krebsmitteln) in der Alten Apotheke in Bottrop (Medizinskandal Alte Apotheke Bottrop), wo jahrelang illegale Panscherei praktiziert wurde und dadurch mehrere Tausend schwer- und oft todkranke Krebspatienten geschädigt worden sind. 
Martin Porwoll war als Ökonom eingestellt worden. Er kannte den Inhaber seit Kindesalter und war seit 2014 kaufmännischer Leiter der rund 70 Mitarbeiter umfassenden Großapotheke. Er hatte die Zahlen zwischen den tatsächlich gelieferten und abgerechneten Wirkstoffen verglichen und dank akribisch gesammelter Beweismittel Anzeige erstattet. Trotzdem musste er noch monatelang unauffällig weiterarbeiten, bis die Staatsanwaltschaft handlungsbereit war. Zugleich wusste er über lange Zeit über die Todesgefährdung der Patienten Bescheid und musste mit den Privatpatienten unter ihnen Gespräche führen, ohne etwas von seinem Wissen verraten zu dürfen. 
Diese Sachlage belastete ihn gesundheitlich sehr stark. Er konnte zeitweilig nicht mehr Auto fahren, hatte „manifeste Panikstörungen“. Seine Frau und seine erwachsenen Kinder wussten ebenfalls Bescheid und hielten vertrauensvoll zu ihm. Der Inhaber war sich vergleichsweise sicher, nicht auffliegen zu können, da eine 2014 erfolgte gleichlautende Strafanzeige gegen ihn aus Patientenkreisen, die nur auf Verdacht erfolgt war, ohne relevante Beweise liefern zu können, vollkommen im Sande verlaufen war. 
Am selben Tag, an dem die Polizei am 29. November 2016 zugriff, wurde Porwoll „fristlos entlassen“. Auf Nachfrage sagte er, er würde auch nach dem Erleben der persönlichen Nachteile alles wieder so machen.
2017 wurde Martin Porwoll zusammen mit Maria-Elisabeth Klein und Can Dündar mit dem Whistleblower-Preis der Vereinigung Deutscher Wissenschaftler ausgezeichnet.
Ende November 2019 stellte Porwoll seine Whistleblower-Erfahrungsgeschichte im „Nachtcafé“ des SWR der breiten Öffentlichkeit dar, ebenso Ende August 2021 in einer Sendung bei ZDFinfo. Porwoll war trotz einiger Bewerbungsgespräche klar, dass er für den Ersten Arbeitsmarkt „verbrannt“ sei. Im Rahmen seiner Vortragstätigkeiten stieß er auf einen Arzt, mit dem er ein Unternehmen gründete, das sich auf ärztliche Zweitmeinungen spezialisiert.